# Артикуляція (мовознавство)
Артикуля́ція (лат. articulatio, від articulo — «розчленовую») — робота органів мовлення, спрямована на продукування звуків.
Уся сукупність навичок артикуляції, засвоєних людиною з дитинства разом із опануванням мови, створює т. зв. артикуляційну базу, властиву кожному мовному колективу.
Артикуляцію контролюють мовні зони кори й підкіркових утворень головного мозку, отримуючи зворотній відгук через слух і кінестетику. Недорозвинення фонематичного слуху істотно ускладнює формування правильної артикуляції.

## Етапи артикуляції
- приступ (екскурсія) — підготовка апарату мовлення до вимови звуку;
- витримка (експозиція) — вимова звуку зі збереженням відповідного положення органів;
- відступ (рекурсія) — закінчення вимови звуку, при якому органи мовлення змінюють своє розташування для творення наступного звуку чи переходять у стан спокою.

У реальних умовах звичайно вимовляють не окремі звуки, а мовленнєвий ланцюжок, тоді приступ наступного звуку накладається на відступ, іноді й на витримку попереднього звуку.